# Carlos Bastos (pintor)
Carlos Frederico Bastos (Salvador, 1925 - Salvador, 12 de março de 2004) foi um pintor, ilustrador e cenógrafo brasileiro. 
Iniciou sua formação artística na Escola de Belas-Artes da Universidade da Bahia, onde ingressou em 1944. Foi aluno de João Mendonça Filho, Raymundo Aguiar e Alberto Valença. No mesmo ano, participou, com Mario Cravo Júnior e de Genaro, da 1ª Mostra de Arte Moderna da Bahia.
Em 1946, mudou-se para o Rio de Janeiro, onde concluiu seus estudos na Escola Nacional de Belas Artes. Estudou também na Sociedade Brasileira de Belas Artes e na Fundação Getúlio Vargas - FGV, tendo sido aluno de Santa Rosa, Iberê Camargo e Carlos Oswald. Paralelamente, faz cursos particulares com Candido Portinari e aulas de cenografia com Martim Gonçalves.
Em 1947, voltou a Salvador e organizou sua primeira exposição individual, na Biblioteca Pública Municipal. No mesmo ano, estudou na Arts Students League, em Nova York. Em 1949, segue para Paris, onde estuda pintura mural e afresco na École Nationale Supérieure des Beaux-Arts e frequenta aulas de desenho na Académie de la Grande Chaumière. Retorna ao Brasil em 1951. Em 1952, participa do 1º Salão de Arte Moderna e, em 1954, do Salão Preto e Branco. Após novo período em Paris, entre 1957 e 1958, estabelece seu ateliê no Solar da Jaqueira, em Salvador. 
Em 1965, editou o livro de desenhos Igrejas, Santos e Anjos da Bahia, com prefácio de Jorge Amado. A partir daí, o artista ilustrou vários livros de Amado.
Seu nome está especialmente ligado aos murais e painéis decorativos que realizou em edifícios públicos, nos quais procura destacar o misticismo, os símbolos e as crenças populares.